# Willy Angerer
Willy Angerer (mort le 21 juillet 1936) est un alpiniste autrichien et membre du Parti Nazi. Il fait partie des alpinistes morts lors de la tragédie de la face Nord de l'Eiger en juillet 1936, avec Toni Kurz, Andreas Hinterstoisser et Eduard Rainer.
Le 20 juillet 1936, sur la face nord de l'Eiger, il est blessé à la tête par une chute de pierre dans le 2e névé, obligeant la cordée à redescendre. Cependant, ils se trouvent dans l'impossibilité de passer dans ce sens la traversée Hinterstoisser, et doivent descendre en ligne droite. Ils sont alors surpris par une avalanche, qui emporte Hinterstoisser. Tiré vers le bas, Angerer est violemment écrasé contre la paroi et meurt sur le coup, tandis que Rainer étouffe, plaqué contre le mur rocheux. Seul survivant, Toni Kurz mourra le lendemain, à quelques mètres au-dessus de ses sauveteurs.